# アルミノホスフェート系ゼオライト
アルミノホスフェート系ゼオライト (aluminophosphate molecular sieve, 別名：AlPO分子ふるい) とはリン酸アルミニウム (AlPO4、アルミノホスフェート) のうちゼオライト類似物質に属するミクロ多孔質結晶の総称である。通称AlPO (アルポ) と呼ばれる。アルミノケイ酸塩であるゼオライトとは組成が異なるが、骨格構造の類似性およびこれらのSi−O、Al−OおよびP−O結合距離が同程度であることから、ゼオライトと同じく分子ふるい・吸着剤として用いられる。AlPOの骨格構造と同じゼオライト材料が存在することもあれば、AlPOとしてしか確認されてない骨格構造も存在する。各材料に対しては骨格構造の違いによりAlPO4-nというように呼び分け、小細孔を持つAlPO4-34、大細孔を持つAlPO4-5および超大細孔を持つAlPO4-8などが代表的である。ゼオライトと比べ細孔内表面の親水性が高く、また大細孔材料の合成が比較的容易である。

## 概要

ゼオライト (SiO2) とAlPO分子ふるい (AlPO4) の部分化学構造の違い。ゼオライトのSiをAlとPに互い違いに置換したものがAlPOである。ゼオライトとは異なり、AlPOではAlは形式電荷-1、Pは形式電荷+1を有するが、互い違いに並ぶことで骨格全体の電気的中性を保っている。

最初のアルミノホスフェート系ゼオライトは1982年に報告された。どのAlPO材料もAlPO4の組成を有しており、(AlO2)–四面体と(PO2)+四面体が互い違いに並ぶことにより骨格を形成し、電気的中性を保っている。密度が高く細孔を持たないAlPO4であるベルリナイト (α-石英と同じトポロジー) も同様の骨格構造を有する。ゼオライトと同様に四面体構造の並びの違いのみでさまざまな骨格構造が形成されるが、四面体ごとに部分電荷を有することがゼオライトとは異なる点である。
ゼオライトの多くはアルミノケイ酸塩でありイオン交換サイトを有するが、AlPOはイオン交換サイトを持たないため、アルミニウムが少ないハイシリカゼオライトに似ている。AlPO4のAlをSiを同型置換しイオン交換能を持たせた材料も存在し、シリコアルミノホスフェート系ゼオライト (SAPO) と呼ばれる。

## 合成
アルミノホスフェート系ゼオライトは水熱合成法により調製されるのが一般的である。リン源はもっぱらリン酸であるが、アルミニウム源としては水酸化アルミニウム、硝酸アルミニウム、アルミニウムアルコキシドなどのさまざまな化合物が、目的とするAlPO構造によって使い分けられる。細孔のテンプレート (構造規定剤) としてアミンや四級アンモニウムが使われ、これらは合成系のpHをコントロールする役割もある。